# Jester Records
Jester Records er et norsk pladeselskab grundlagt i 1998 af Kristoffer Rygg (også kendt som Garm, Trickster G, G. Wolf og Fiery G. Maelstrom) efter konflikter mellem hans band Ulver og deres tyske / amerikanske label Century Media Records.

## Kunstnere
- 1349 Rykkinn
- Arcturus
- Bogus Blimp
- Anthony Curtis
- Espen Jørgensen
- Esperanza
- Head Control System
- Kåre João
- Origami Galaktika
- Rotoscope
- Single Unit
- Star of Ash
- Ulver
- Upland
- Virus
- When
- Zweizz & Joey Hopkins